# Wha'ppen?
Wha'ppen? è il secondo album in studio del gruppo musicale britannico The Beat, pubblicato il 1º giugno 1981.

## Tracce
Lato A
1. Doors of Your Heart – 3:46
2. All Out to Get You – 2:45
3. Monkey Murders – 3:09
4. I Am Your Flag – 2:53
5. French Toast (Soleil Trop Chaud) – 3:28
6. Drowning – 3:52

Lato B
1. Dream Home in NZ – 3:11
2. Walk Away – 3:11
3. Over and Over – 2:40
4. Cheated – 3:28
5. Get-a-Job – 3:10
6. The Limits We Set – 4:18